# Når man vågner
|  | Denne artikel er oprettet af botten PalnaBot ud fra en ekstern database. Den kan derfor have sproglige fejl eller mangler. Denne skabelon kan fjernes efter kontrol af indholdet. |

Når man vågner er en kortfilm instrueret af Mads Matthiesen efter manuskript af Mads Matthiesen, André Babikian.

## Handling
Johan er i fuld gang med at ødelægge forholdet til kæresten Julie. Han opfører sig egoistisk og følelsesforladt, og det synes kun et spørgsmål om tid, før kærligheden imellem dem er væk. En tidlig morgen efter en druktur møder Johan en fremmed mand, der muligvis kan hjælpe ham på rette spor.